# 飞赞
飛讚是一總部位於中國北京的同志社交網站，於2010年2月20日上線，起初口號為「辦公室也能上飛讚」，但時有用戶違規上傳相片，需等待管理員刪除，後口號改為「在飛讚遇見愛」。其有發佈智能手机客户端，又於2013年5月推出另外一款類似Jack'd 的男同交友應用ZANK，其後又推出受眾為女同的應用Laven，後兩者皆不可使用飛讚賬戶直接登陸，而需另行註冊。
2014年初發生用戶資料丟失的情況，招致部分用戶抵制。
基於網頁的飛讚網及飛讚移動客戶端已不再新增功能，時值2014年4月僅一人運維，開發重心已轉移至基於位置服務的、同飛讚有業務重合的移動社交應用ZANK。

## 相關事件及發展
- 2010年2月20日，飛讚網正式上線[4][5]。
- 2011年12月，飞赞iOS 客户端上线[10]。翌年2月1日，推出飞赞Android 测试客户端[11]。
- 2013年，出现使用中国移动的飞赞会员遭遇无法直接通过手机网络登录客户端的问题，使用VPN等可避免。
- 2013年5月，基于地理位置定位的手机应用ZANK（赞客）上线[7]。
- 2013年8月，推出受众为女同的社交应用Laven，并於同年9月上线[12]。
- 2014年2月28日，飞赞数据库发生故障，经管理人员一周的维护后，部分用户的粉丝、关注、个人资料数据仍然无法挽回。

## ZANK
（讚客），由飛讚網推出的基於位置服務的、面向同志人群的社交應用，於2013年5月7日上線，不同於類facebook 的飛讚，其主要用以發起約會、群組聊天及合租、求職等非約會信息。，2014年末時其口號（slogan）為「為同志服務」，時值2014年7月用戶數量為500萬。ZANK，2013年上線獲得经纬中国天使投資，於2014年7月完成來自聯創策源的人民幣2,000萬元A輪融資——獲得第二筆投資。
2017年4月2日，国家网信办以直播涉黄涉政的原因封禁了ZANK，现在ZANK的域名解析服务已被关停，无法登录也无法注册。

## Laven
於2013年8月推出的受众为女同的iOS社交应用，界面同ZANK 颇为相似。